# Leucochrysum
Leucochrysum là một chi thực vật có hoa trong họ Cúc (Asteraceae).

## Loài
Chi Leucochrysum gồm các loài:
- Leucochrysum albicans (A.Cunn.) Paul G.Wilson
- Leucochrysum alpinum (F.Muell.) R.J.Dennis & N.G.Walsh
- Leucochrysum fitzgibbonii (F.Muell.) Paul G.Wilson
- Leucochrysum graminifolium (Paul G.Wilson) Paul G.Wilson
- Leucochrysum molle (A.Cunn. ex DC.) Paul G.Wilson
- Leucochrysum stipitatum (F.Muell.) Paul G.Wilson